# Rockmusik
Rockmusik, rock, är en av den moderna tidens viktigaste musikaliska och populärkulturella rörelser. Den uppkom under 1950-talet, och omfattar i dag ett stort spann av olika musikgenrer, ofta förknippade med olika tidsepoker och kulturella identiteter i form av mode, film, litteratur, konst med mera. Den unga generationens hävdelse och frigörelse har alltid varit en generell drivkraft i rockmusikrörelsen, även om de faktiska generationerna under dess existens ofta skiftat. Elektriska musikinstrument, förstärkning, och inspelningsteknik dominerar musiken.
De vanligaste instrumenten i rockmusik är elgitarr, piano, akustisk gitarr, elorgel/synthesizer samt elbas och slagverk. Ofta används ett färdigriggat trumset, bestående av bastrumma och virveltrumma kompletterat med hi-hat och en uppsättning cymbaler, pukor och småtrummor, med mera. Brassinstrument, i synnerhet trumpet förekommer oftare än träblås- och stråkinstrument, ett undantag är dock saxofonen. Sången är en grundläggande del av rockmusiken, och de flesta grupper innefattar minst en solovokalist, oftast understödd av en eller flera körsångare. Såväl röster som akustiska instrument måste förstärkas för att balansera upp de elektriska instrumenten och trummorna.
Tämligen lösryckta definitioner skiljer rocken från begrepp som popmusik. Rocken kan dock ses som en starkare yttring av elektrifierad musik, och de effekter som kan skapas i samband med förstärkning av exempelvis elgitarrer. Dessa inkluderar förvrängningar i form av överbelastning (distorsion), återkoppling (feedback) med mera.

## Historia och utveckling

### Ursprung
Rockmusikens ursprung kan härledas till den blues som i början av 1900-talet växte fram hos befolkningen i den amerikanska södern. Under 1930- och 1940-talen flyttade allt fler afroamerikanska sydstatsbor till delstater i norr, där industrierna ropade efter arbetskraft. De tog musiken med sig. Med elgitarr och trummor fick bluesen ett helt nytt sound. Rhythm and blues-musiken var född, vilket var början till vad som sedan skulle kallas rock'n'roll.

### 1950-talet

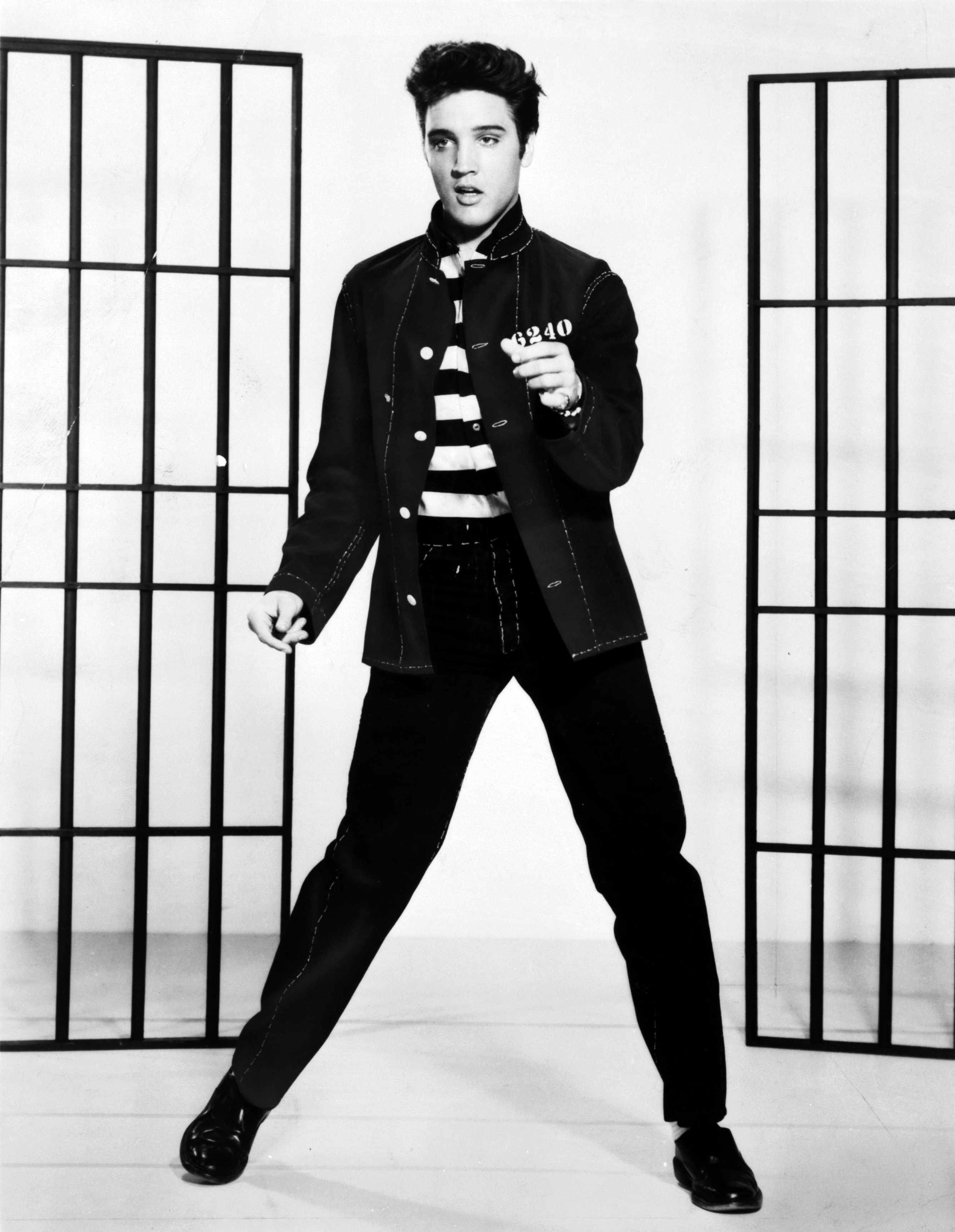
Elvis Presley 1957.

Under 1950-talet spred sig den nya rytmiska musikstilen till ungdomar ur den vita medelklassen. Också vita artister började spela elförstärkt rytmisk musik, som blev alltmer populär och spreds via radiostationer som riktade sig till ungdomar. På många håll korsbefruktades den nya musiken med country and western, en i huvudsak "vit" musikstil. Flera hade bakgrund inom gospelmusiken, men även jazzen hade en påverkan, såsom Dixieland.

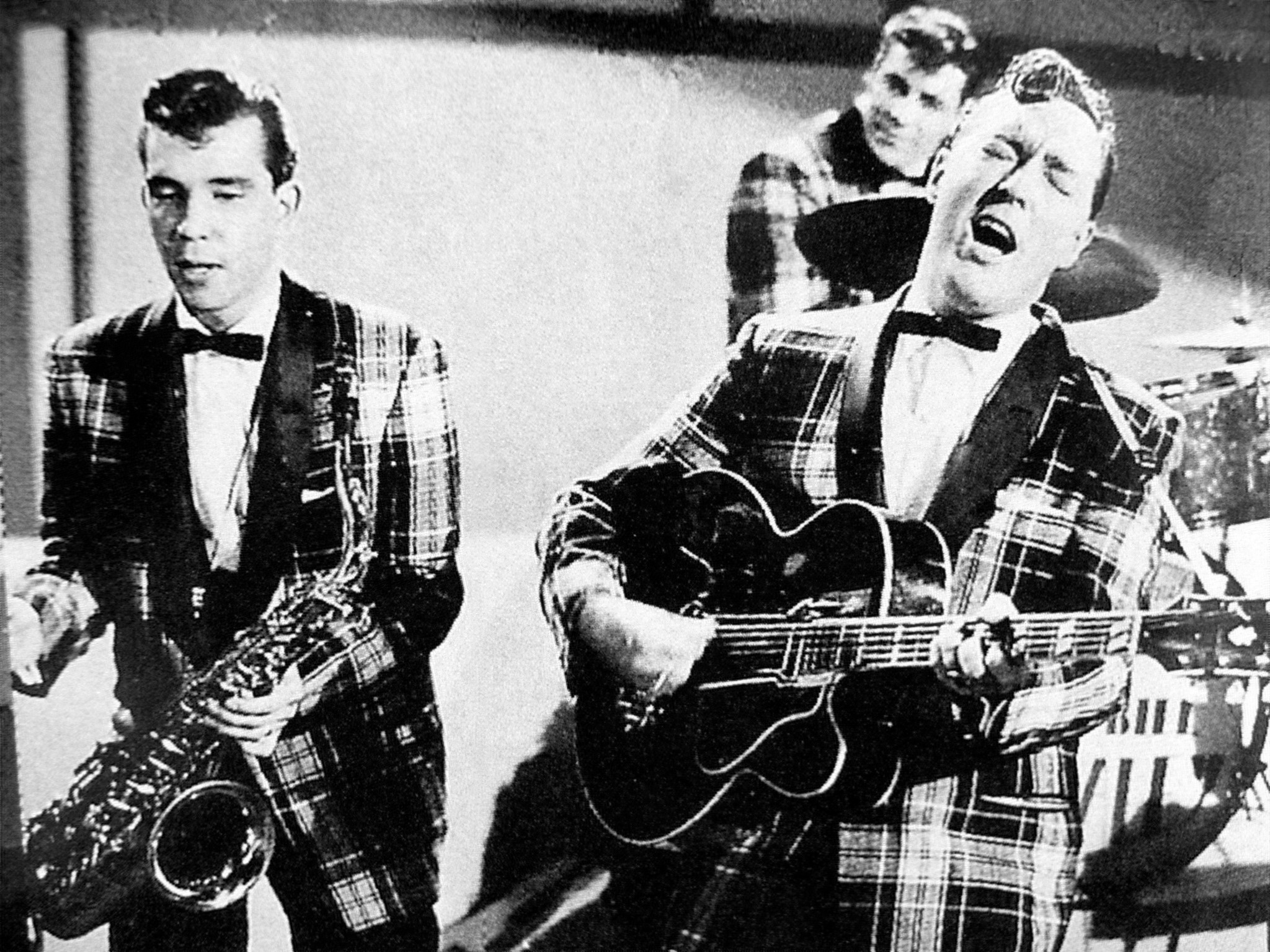
Bill Haley & His Comets cirka 1955.

En av de första vita artisterna som slog igenom var Bill Haley, ursprungligen countrymusiker. Hans låt "Rock Around the Clock", B-sidan på en platta från 1954, inspirerade disc-jockeyn Alan Freed att mynta begreppet "rock and roll". Begreppet rock hade emellertid använts redan 1949 i låtarna "Rock the joint" och "Rock awhile".
En viktig faktor för Bill Haleys och rock n'rollens genombrott var filmen "Vänd dem inte ryggen!" (1955) där "Rock Around the Clock" förekom, och låten hamnade på topplistorna tillsammans med två andra Haleylåtar 2 november 1955, och rockfebern kom igång med veritabla kravaller vid Haleys konserter. "Rock Around the Clock" uppges ofta vara ursprungslåten för rock n'roll som vi känner till den.[källa behövs] Till en början var det lika mycket namnet på dansen, som mest liknar vad som i Sverige kallas bugg. Bland de rockmusiker som slog igenom stort i samband med rockens födelse i mitten av 1950-talet fanns Elvis Presley, Jerry Lee Lewis, Chuck Berry, Bo Diddley, Carl Perkins, Little Richard, Buddy Holly och Fats Domino. Från våren 1956 anses Elvis Presley vara förgrundsgestalten inom rock n'roll.
Den tidiga rock n'rollen använde tydliga inslag som ofta förknippas med blues, boogie woogie, country och jazz. Exempelvis vanligt förekommande struktur med tonika-tonika7-subdominant7-tonika-dominant7-subdominant7-tonika i 12 takter, likt bluestolva. Speciella boogiestilsbasgångar (typ. prim, stor ters, kvint, sext, liten septima) ger en typisk karaktär som bär upp låten. Även variationer med dur-dur6-dur-dur6 som basmarkering var typiskt för vissa. Namnet rock hänger ihop med gunget, svänget som blir genom "baktakten", att det finns sekundär betoning och inte bara på första taktslaget, vilket inte var så vanligt tidigare, men präglades av rhythm and blues. Sedan finns mängder av musikstilar som kopplas till tidsepoken och genren "rock n'roll", men har helt annorlunda stil, såsom Blueberry Hill i Fats Dominos version, som använder trioler i kompet, likt ett flertal låtar med The Platters, närmare balladstil. De flesta låtar var emellertid brukbara vid danstillställningar, för danser från snabb bugg till långsamma "tryckare". 
Vanlig instrumentering i början var elektriskt förstärkta gitarrer, basfiol/elbas och trumbatteri. Bill Haley & the Comets använde även saxofon. Jerry Lee Lewis och Little Richard spelade piano som ledande instrument. Elvis Presley kunde kompa på gitarr eller piano. Stämsång var inte ovanligt och även användande av bakgrundssångare som fyllde i med till exempel doo wop-effekter. Chuck Berry använde distorsion för gitarrsolo 1955 i sången "Maybellene", men ett flertal andra hade använt effekten redan många år tidigare. Rena harmoniska ljud var emellertid det vanliga, och melodisk sång som kunde höras väl. Även instrumentalstycken förekom ibland. Inte sällan användes instrumentalsolon som variation istället för en sångvers. Tidiga sångteman var omkring dansen och musiken och använde anspelande ord, exempelvis "Shake, Rattle and Roll" eller kärleksmotiv. Däremot var rocksången som problematiserande samhällskritiskt medium inte vanligt på 1950-talet. Man tog gärna folkmusik och annat som man arrangerade som rock n'roll, exempelvis "The Saint Rock'n Roll" (av "When the saints go marching in") av Bill Haley. Många sånger som i dag är berömda genom Elvis och andra var utgivna långt tidigare i annan version av andra artister.
I början var det på små lokala skivbolag som rockmusik spelades in, men snart förstod de stora bolagen att det fanns pengar att tjäna på den nya musiken. Stora bolaget RCA köpte över Elvis Presley från lilla Sun Records i Memphis, Tennessee, för rekordsumman 35 000 dollar. Andra bolag försökte hitta stjärnor som om de inte sjöng så bra gick att sälja på utseendet.[källa behövs] Mot slutet av 1950-talet blev rockmusiken på samma gång alltmer lönsam. Fram till 1960 var en stor del utgivet som monoskivor, sedan slog stereo igenom. Singelskivorna med 2 låtar dominerade utgivningen. Jukeboxen, som kunde spela dessa, blev speciellt populär under 1950-talet och förknippas ofta med den eran.
Det kom starka reaktioner från olika håll mot den nya musiken som ansågs ha negativt inflytande på ungdomen och musikkulturen och många radiostationer i USA bojkottade under en tid musiker som höll på med rock'n'roll, och offentliga skivbål och liknande förekom. Exempelvis ansågs Elvis Presleys scenuppträdande vara alltför sexuellt anspelande för att inte kritiseras och uppträdanden på vissa platser fick inte myndighetstillstånd. Dessutom ansågs rocken i det ännu rassegregerade USA låta alltför afroamerikanskt influerad för många vita, och vice versa. Elvis kallades ibland för "white negro". Segregationen mellan vit- och svart musik kunde emellertid inte bestå eftersom ungdomar valde alternativa radiostationer att lyssna på istället, vilket gav oönskade kommersiella effekter, så med tiden blev rock n'roll accepterad ganska generellt och under följande decennier kom den att få påverkan på de musikgenrer som den uppkommit ur, inklusive den kyrkliga musiken.

### 1960-talet

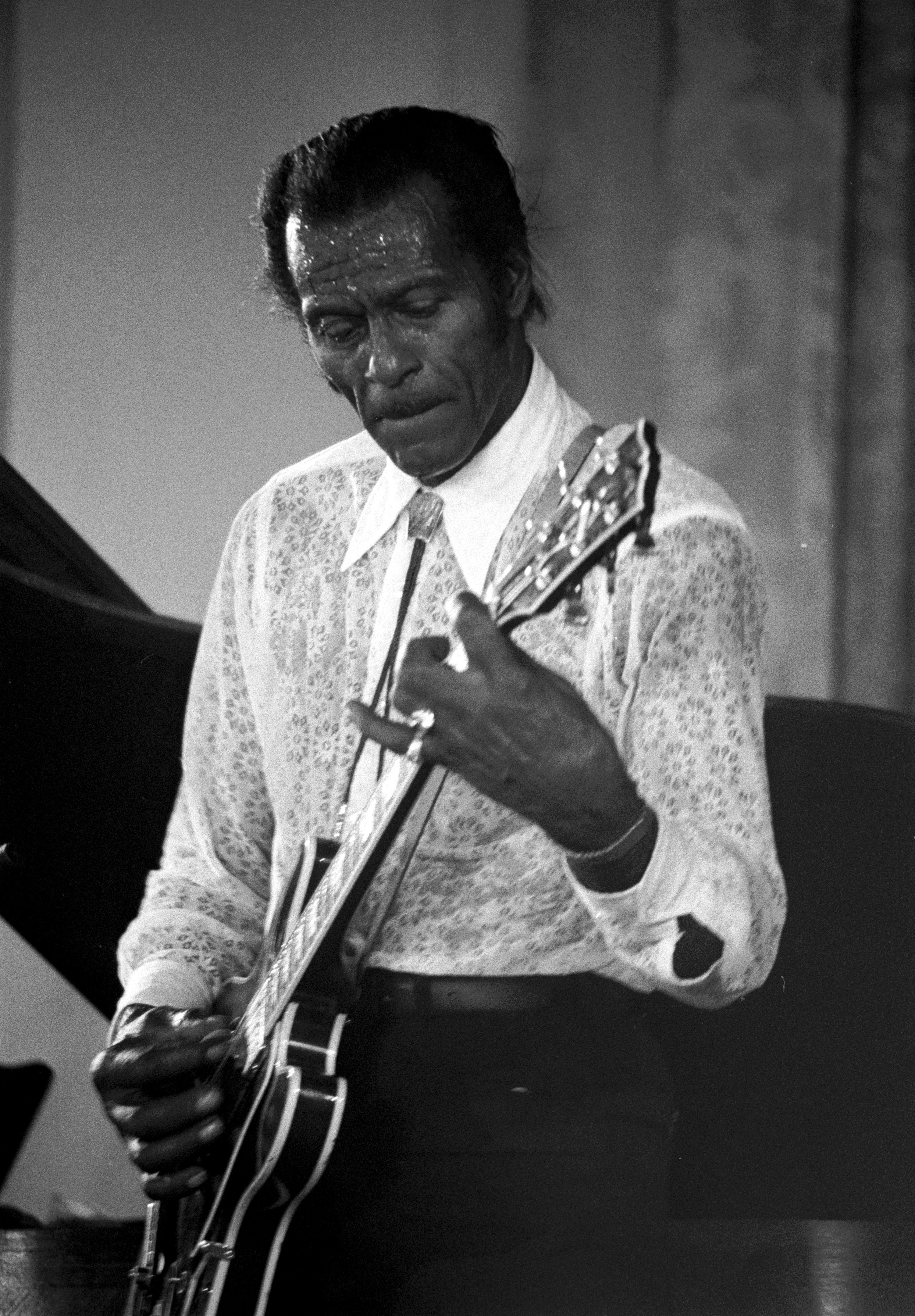
Chuck Berry, en av 1950-talets rockpionjärer, som kommit att inspirera många senare musiker

I USA utvecklades rockmusiken åt flera olika håll i början av 1960-talet. I Detroit, Michigan, hade skivbolaget Tamla Motown startats av Berry Gordy 1959. Hans framgångar med svart soulbaserad popmusik blev allt större i början av 1960-talet med artister som Jackie Wilson, Martha and the Vandellas, Marvin Gaye och Stevie Wonder. "Demonproducenten" Phil Spector hade stora succéer med bland annat grupper som The Crystals och The Ronettes. Skivbolagen försökte lansera nya dansflugor, mest framgångsrikt med twistmusiken. På listorna dominerade dock popmusik med sångare som Ricky Nelson, Neil Sedaka och Connie Francis.
I Europa var gitarrgrupper som The Shadows, och i Sverige The Violents och The Spotnicks, populära. Samtidigt började flera unga musiker i Storbritannien söka sig tillbaka till rockens rötter. De återupptäckte inte minst den geniale låtskrivaren Chuck Berry. En av dessa grupper var The Beatles som slog igenom stort i Europa 1963, och började bryta ny mark med stil för sång, musik och utseende. Året efter kom genombrottet i USA och vad som kallats "The British invasion" ("Den brittiska invasionen") var ett faktum: Mängder av brittiska grupper slog igenom på bred front i USA, bland dem The Animals, The Rolling Stones, The Who och Gerry and the Pacemakers.
Den amerikanska musikbranschen hämtade sig inte riktigt förrän 1967, då en alternativ kultur, med hippierörelsen som främsta symbol, hade vuxit fram. Från Kalifornien kom grupper som The Mothers of Invention, Grateful Dead och Jefferson Airplane och från New York kom The Velvet Underground, vilka alla på sina sätt förnyade rockmusiken och gav den ett konstnärligt innehåll som den inte tidigare hade haft.
I Storbritannien slog den amerikanske gitarristen Jimi Hendrix igenom med en gitarrteknik som ingen tidigare hade hört. Hans sätt att utveckla spel på elgitarren kom också att utveckla rockmusiken och lade dessutom grunden för vad som senare kom att kallas hårdrock.

#### Psykedelisk musik

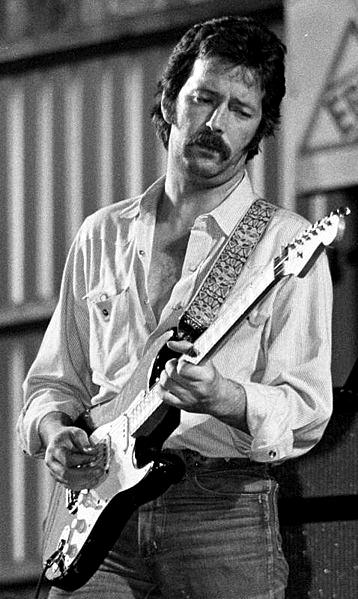
Eric Clapton, gitarrist och förgrundsgestalt i Cream och The Yardbirds. Ur spillrorna av Yardbirds kom Led Zeppelin att växa fram, dock utan Claptons medverkan.

Rockband som till exempel engelska The Yardbirds började i mitten på 1960-talet lägga grunden för den psykedeliska musiken, med otydliga gitarrriff, solon och texter.
Andra band tog efter. I Amerika blev bland annat Jefferson Airplane, The Doors, Grateful Dead, 13th Floor Elevators och Love populära band inom genren. Många amerikanska psykedeliska rockband kom från västkusten, i synnerhet San Francisco och Los Angeles. I Storbritannien var Cream och Pink Floyd stora band inom genren. En kulmen inom den psykedeliska musiken nåddes 1967 då The Beatles släppte Sgt. Pepper's Lonely Hearts Club Band, ett album som inte liknade något annat bandet gjort. Detsamma gällde för The Rolling Stones, som släppte  Their Satanic Majesties Request samma år.

#### Black rock/Soul

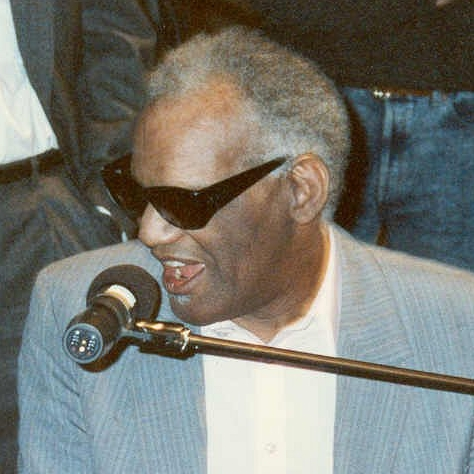
Ray Charles.

Soul är en musikgenre, som utvecklades ur bluesen och gospeln i USA under 1950- och 60-talen. Soulen kom att utvecklas på olika sätt i olika delar av USA. En berömd stil av soul är Motown-soulen där bland annat Marvin Gaye, The Temptations, och The Supremes kan räknas in. Den drivande kraften bakom skivbolaget Motown var grundaren Berry Gordy.
Pionjärer inom soulen är bland annat James Brown, kallad "The Godfather of soul", Sam Cooke, The Four Tops. Andra stora namn inom soulen är Stevie Wonder, Aretha Franklin, Otis Redding, Marvin Gaye och Ray Charles. Exempel på band är the Bar Kays, Cameo och Mother's Finest spela en variant av black rock.

#### Funk rock/Funk

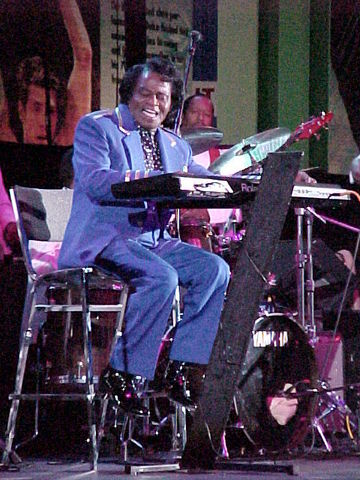
James Brown 2001

Funken har samma ursprung som soulmusik en ungefär, det vill säga en blandning av Rhythm and blues, rock, jazz och New Orleans second line rhumba. James Brown har varit mycket viktig för att sprida funken. Hans arrangemang lade särskilt stor vikt vid att markera rytmen. Låtarna "Papa's Got a Brand New Bag", "Cold Sweat" och "Get Up (I Feel Like Being a) Sex Machine" som Brown gjort kan sägas utgöra praktexempel på funk. George Clintons grupper Funkadelic och Parliament har också varit mycket viktiga i den senare utvecklingen av musiken.
1970-talet var funkens storhetstid. Vanligt var att man blandade in funk i disco och tvärtom. Detta gjorde också att funken inte blev lika hård som den R&B-inspirerade under 1960-talet. Som en motreaktion mot den kommersiellare utvecklingen av funken utvecklades, med George Clinton i spetsen, en ny form av funk kallad p-funk. Artister som spelade funk var exempelvis Sly & the Family Stone, Kool and the Gang, B.T. Express, och Ohio Players med flera. 
På senare tid har en del rock band blivit inspirerade av funkmusiken och skapat en ny genre som skulle kunna kallas funk rock. Exempel på band är Red Hot Chili Peppers, Red Bone och INXS spela en variant av funk rock.
Funk var också en av de grundläggande stilarna för hiphopens och electrons utveckling på 1980-talet. Den från västkusten melodiösa g-funkken skapades av Dr. Dre på sitt album "The Chronic" som släpptes 1993.

#### Protestsånger
På 1960-talet började flera kända sångare uttrycka samhällskritik och ifrågasätta gällande företeelser. En förgrundsgestalt var Bob Dylan som skrev flera rena protestsånger, men även populärmusiksgrupper som The Beatles kunde ha sådana inslag, exempelvis "Eleanor Rigby" och "Give Peace a Chance".

### 1970-talet
I mitten av 1970-talet blev intresset för punk mycket påtagligare inom en liten radikal grupp. Politiken var självklart en viktig faktor i det hela då ungdomar började att gå med i olika vänsterrörelser, och grupper som Nationalteatern fick framgång. Rocken drogs i många fall åt ett "hårdare håll", med tyngre rytmer och mera dissonans. Samtidigt kom i slutet av 1970-talet ett nyvaknat intresse för 1950- och 60-talens rockmusik, speciellt hos sådana som själva inte upplevt den tiden, och skivor av Elvis Presley såldes i stora mängder efter hans död. Svenska dansband använde influenser från rock n'roll för att skapa dansvänlig musik.

#### Hårdrock

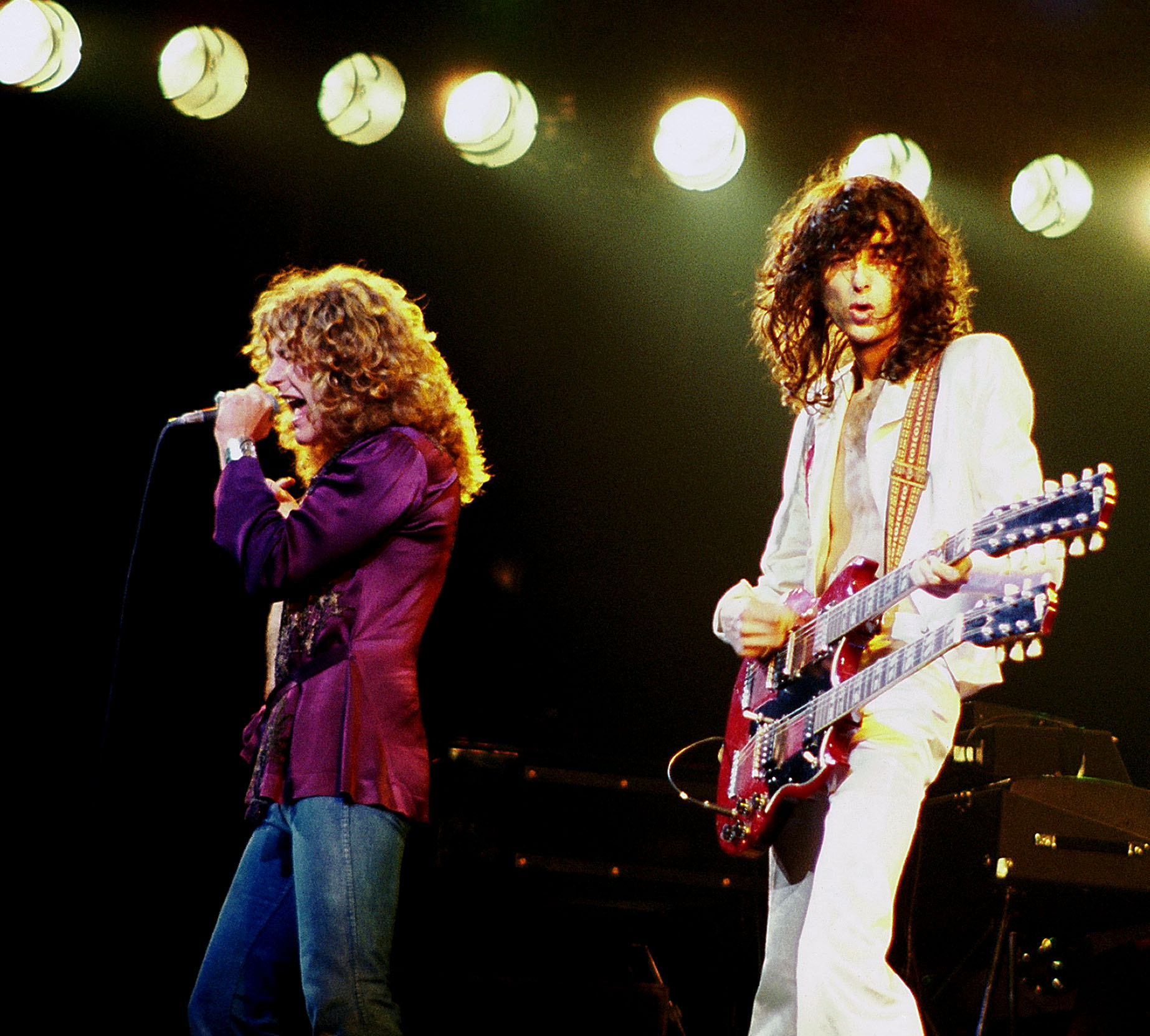
Jimmy Page och Robert Plant i Led Zeppelin 1977.

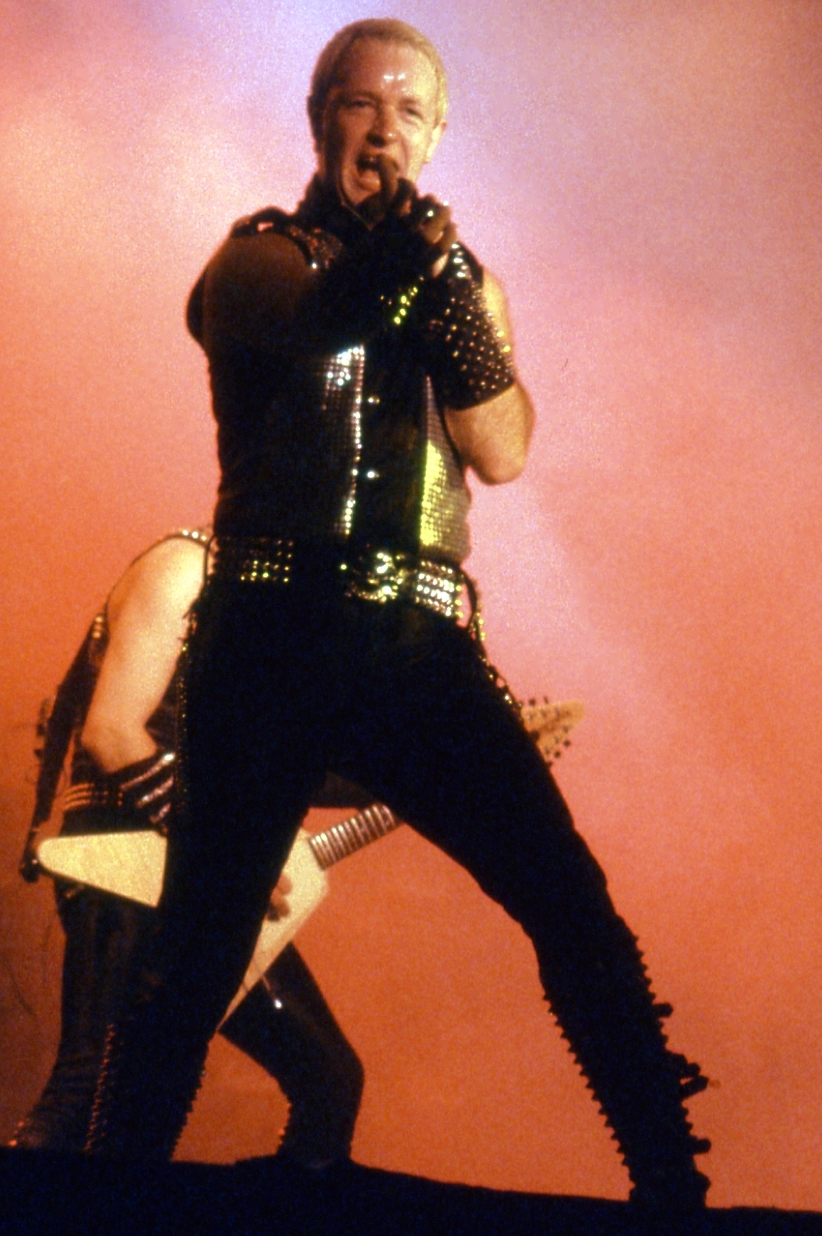
Rob Halford i Judas Priest 1984.

Hårdrock var länge det enda samlingsnamnet för den hårda och tunga elgitarrdominerade rockmusik som utvecklades under inspiration av de högljuddare rockbanden i slutet av 1960-talet. Inspiratörerna var de band som spelade det som engelskspråkiga tidningar beskrev som hard rock.
Artister som spelade hårdrock var exempelvis Led Zeppelin, Deep Purple, Uriah Heep, Black Sabbath, Grand Funk Railroad, Mountain, Free, Judas Priest, Iron Maiden, Scorpions, AC/DC med flera. De hade alla börjat spela allt högljuddare, i jämförelse med den "poppiga" rocken från 1960-talet, och bluesrocken från slutet av 1960-talet och det tidiga 1970-talet var en influens till det som skulle komma att bli hårdrock.
I början av 1970-talet började några band lägga till anspelningar på skräck och ockultism och skriva texter med influenser från skräckfilmer, -litteratur och fantasygenren. Band som Black Sabbath lade grunden för detta då de kombinerade musiken med långsamma distade gitarriff, delvis inspirerade av filmmusikskapare som Bernard Herrmann och Elmer Bernstein. 1970-talets Deep Purple och Led Zeppelin vidareutvecklade Creams förkärlek för långa gitarrsolon. Utstyrseln för rockband på 1970-talet hade blivit långt hår, med tajta jumpsuits, som burits av bland andra Blue Öyster Cult, Deep Purple, The Who, Led Zeppelin, Queen med flera. När så Judas Priest i början av 1980-talet deklarerade att de eftersträvade att vara ett "Heavy metal-band", var genren så gott som färdigstöpt. Deras image, bestående av läder, nitar och musikalisk och textmässig aggressivitet, är än idag ett grundrecept för hårdrocken. De svenska kritikerna översatte snart genrens engelskspråkiga namn, "Heavy metal" (direktöversatt: "tung metall"), med "hårdrock", även om hårdrock och heavy metal är två helt olika saker.
Musiken karaktäriseras av tunga distorterade elgitarrer och ofta hög och mer eller mindre skrikig sång; i Deep Purple och Uriah Heeps fall utgjorde även den tunga hammondorgeln en viktig del av ljudbilden.
Viktiga banbrytande skivor kan sägas vara Deep Purples In Rock (1970), Black Sabbaths självbetitlade debut (1970) samt Led Zeppelins fjärde album Led Zeppelin IV (1971).
Till de fyra första stora 1970-talsgrupperna brukar räknas Led Zeppelin, Black Sabbath, Deep Purple och Uriah Heep. De har alla gemensamt att de är engelska grupper och att de hade sina respektive storhetsperioder under början av 1970-talet. Andra viktiga hårdrocksgrupper under 1970-talet kan sägas vara Aerosmith, Kiss, Mountain, svenska November och amerikanska skräckrockaren Alice Cooper. Sedan dess har hårdrocken sträckt sina grenar väldigt långt till varierade subgenrer under benämningen heavy metal, till exempel alternativ metal och extrem metal. Band som Metallica, Mötley Crüe, Megadeth, Helloween, Mayhem, Guns N' Roses, Morbid Angel och Candlemass har varit viktiga för utvecklingen av flera olika subgenrer.

#### Punk

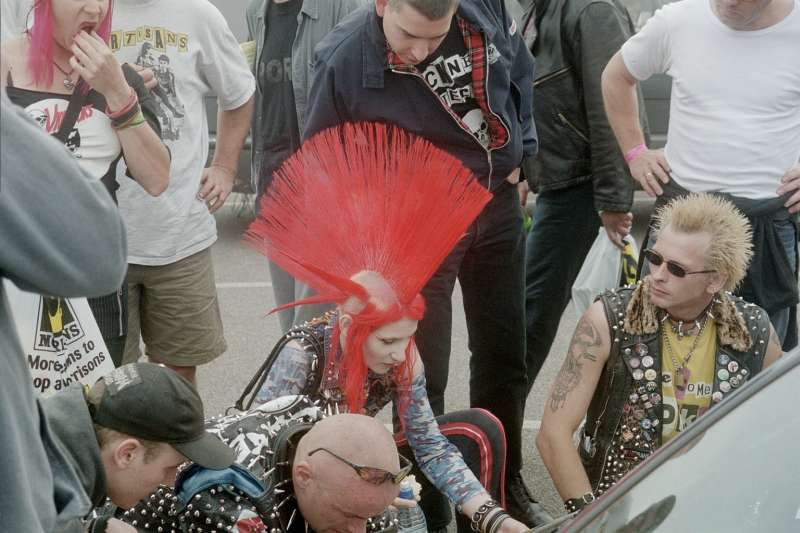
En samling punkare.

Punk är en subkultur som först uppmärksammades i Storbritannien i mitten av 1970-talet och är baserad på lättspelad, ofta aggressiv musik (känd som punkrock) och en ”gör det själv”-anda. Den syftar i högre utsträckning än många andra subkulturer till att chocka och provocera samhället. Texter om rättvisa och yttrandefrihet blev punkens främsta slagord, men sångtexterna skreks ibland fram så att de inte alltid var lätta att uppfatta. Tuppkam, skinnpaj, nitar och läder gör punkaren fullbordad. På 70-talet användes olika attribut för att väcka uppmärksamhet även utanför musikscenen, exempelvis säkerhetsnålar som stacks igenom i någon del av ansiktet, "piercing". 
Namnet på genren kommer från amerikansk nedvärderande slang för ”skitunge”. Men ordet punk hade använts redan tidigare. Under 1960-talets mitt kallades de långhåriga musikerna i den amerikanska och brittiskt inspirerade "garagerocksvågen" för punks och banden för punk bands.

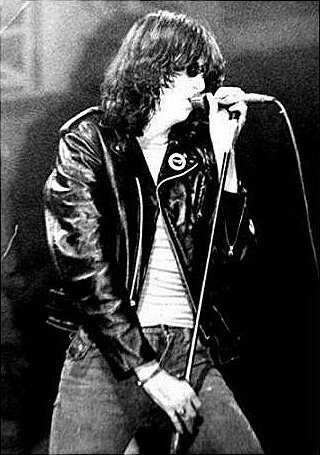
Joey Ramone 1980

För punkens genombrott svarade The Ramones från New York. Även om de själva inte ville kalla sig ett punkband var de med sin extremt enkla och snabba musik (bland annat inspirerad av grupper som The Velvet Underground, The Stooges, MC5, Patti Smith och The New York Dolls) antitesen till den dominerande glam- och symfonirocken. Ramones blev snabbt populära på hemmaplan och tillsammans med bland andra Television och Talking Heads var de tongivande på New Yorks alternativa musikscen, bl.a. den klassiska klubben CBGB:s. De blev även mycket inflytelserika i England efter några bejublade spelningar i London under juli 1976.
Den brittiska varianten av punk var betydligt mer politisk och provocerande än sin amerikanska motsvarighet, mycket på grund av ett strikt klassamhälle och traditionella värderingar. I Storbritannien blev punk mycket mer än bara en ny musikgenre. Band som The Damned, The Clash och framförallt The Sex Pistols och chockerande beteende. 1977–1979, the Sex Pistols hamna på Storbritanniens tio-i-topp-lista med sju singlar och ett album. En stark drivkraft var Malcolm McLaren som fungerade som manager för Sex Pistols. Rörelsen växte till ett fenomen som förändrade den brittiska populärmusiken i grunden. Ett utpräglat antimode, anarkism och flirtar med nazistisk symbolik var kännetecknande. Idén var att sticka ut och provocera.
Den brittiska punkrörelsen nådde sin höjdpunkt i mitten av 1977 (ironiskt betecknad The Summer of Hate på Norra halvklotet och spred sig också vidare till andra länder i Västeuropa. I Sverige bildades bland andra grupperna Rude Kids, Ebba Grön och Urin i dess spår. Den snabba spridningen kan delvis förklaras med att det var lätt att lära sig spela. Fenomenet DIY ("Do It Yourself" = gör det själv) blev synonymt med punk - ungdomar startade på egen hand både band och tidningar (fanzines) på extremt enkla premisser och med inspirationen som enda drivkraft.
Men under 1980-talet tog andra musikstilar över och punken kom helt i skymundan. Det var emellertid en minoritet som hade ägnat sig åt punkens nyskapande, avvikande musik, som kunde uppfattas dissonant och inte lika trevlig att lyssna på som mindre extrema rockvarianter.

#### New Wave

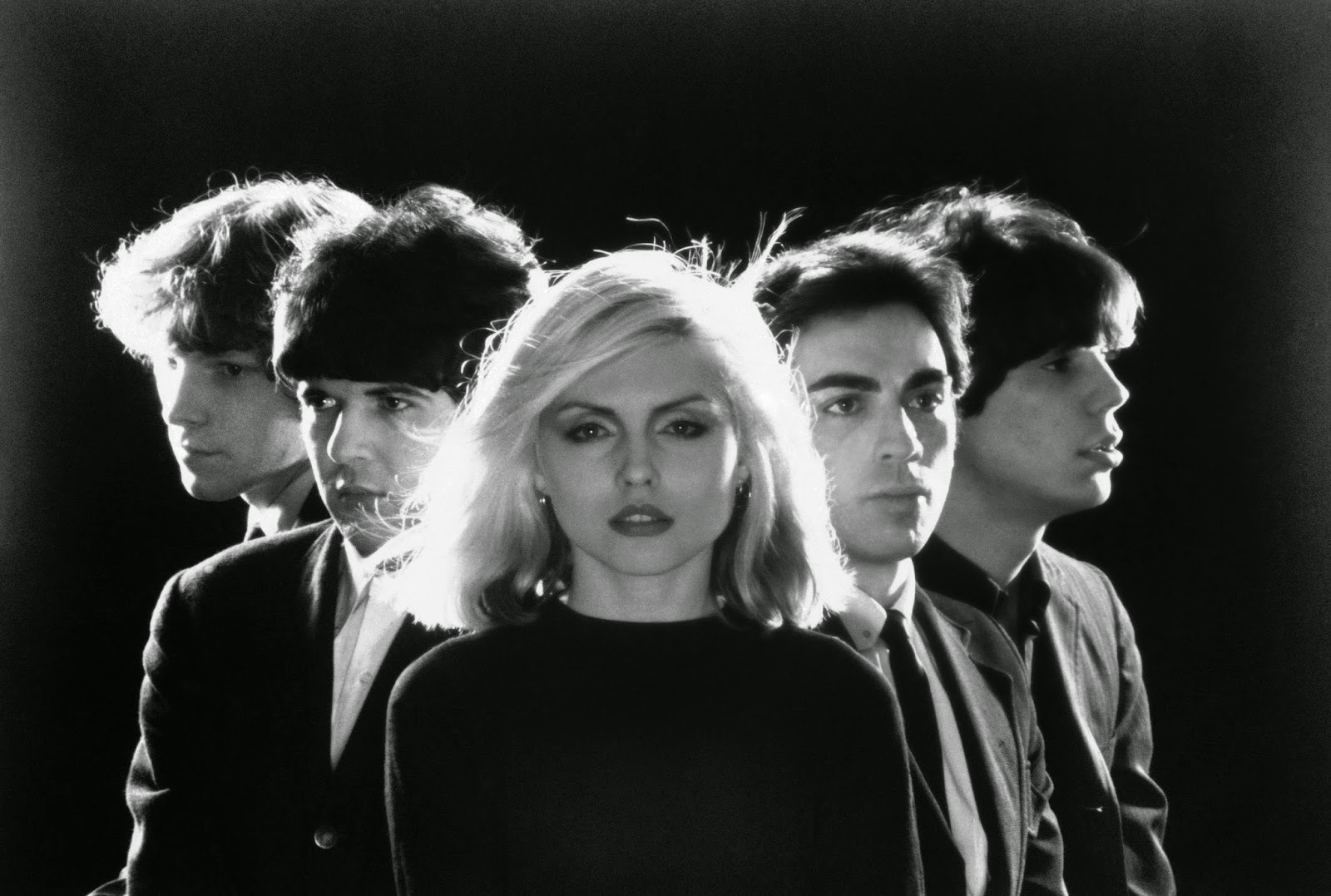
Blondie 1977

I svallvågorna efter punken föddes genren new wave. Den var populär från slutet av 1970-talet fram till mitten av 1980-talet då populärmusikens pendel svängde åt det materialistiska hållet. På 1990-talet lade sig nya band till med samma musik, men under andra namn som "Alternative", "Underground" m.m. New wave har ibland förklarats vara den musik som punkbanden spelade när de till slut blivit skickliga musiker. New wave utvecklades strax efter punken med grupper som ovan nämnda Talking Heads, The Police, Blondie, Kim Wilde, Elvis Costello med flera. Det som är kännetecknande för New Wave från 1977 och en bit in på 1980-talet är ifrågasättande lyrik, melodiösare musik med inslag av andra musikstilar som punk och reggae, blandade band med avseende på kön och etnicitet samt en stor bredd.

#### Ska

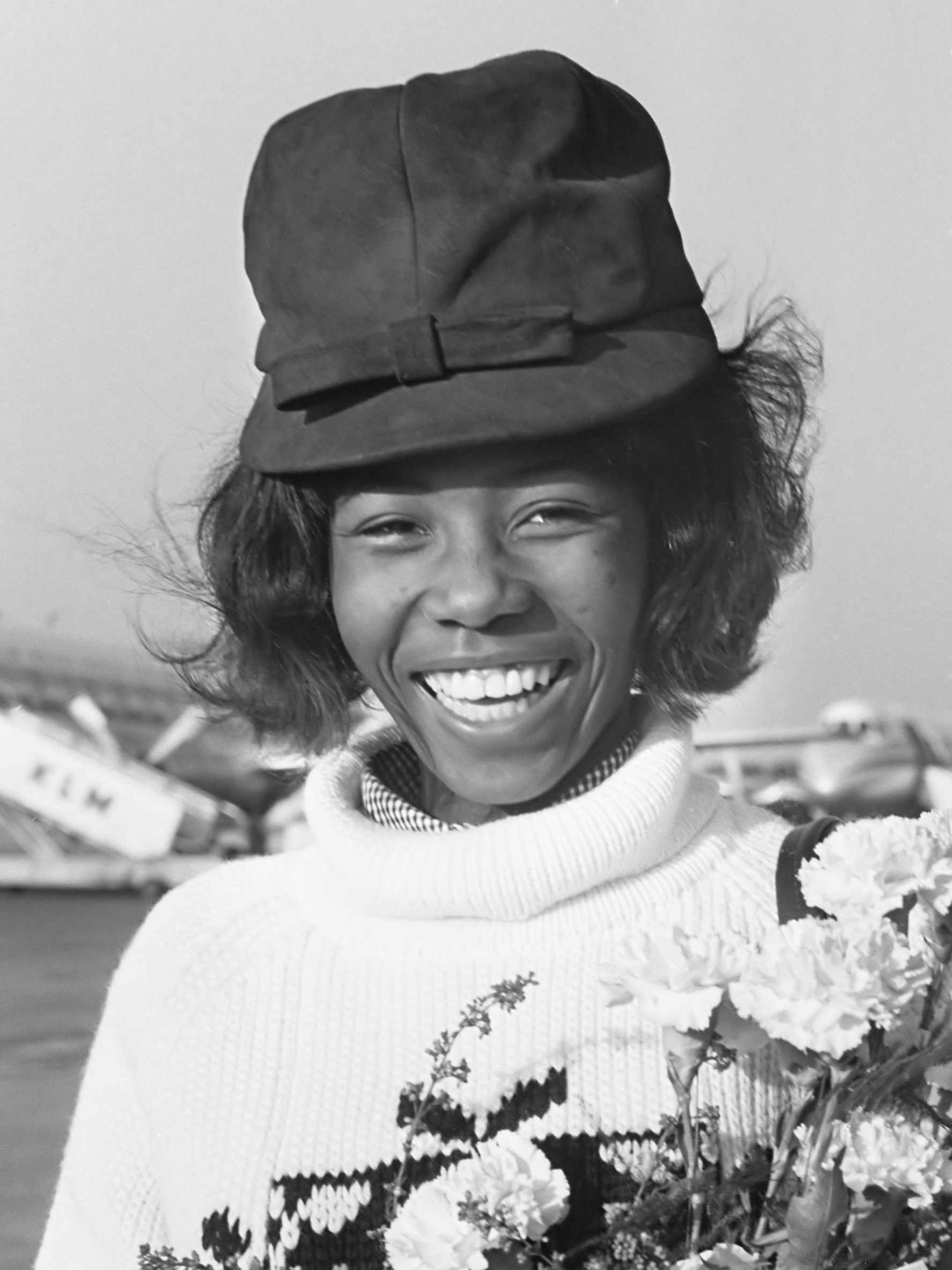
Millie Small 1964

Ska har sitt ursprung i sena 1950-talets Jamaica och som hade sina gyllene år på Jamaica cirka 1962-67. Millie Small hade den första internationella hiten med låten My Boy Lollipop, som nådde en andraplats på den engelska hitlistan i maj 1964. Ska-musiken är föregångare till musikstilarna rocksteady och reggae. Ska kombinerade karibisk mentomusik och calypso med amerikansk jazz och rhythm and blues. Den karaktäriseras av en snabb rytm i 4/4-takt som markeras av en tydlig baktakt. Under tidigt 1960-tal dominerade ska-musiken den jamaicanska musikscenen.

#### Reggae

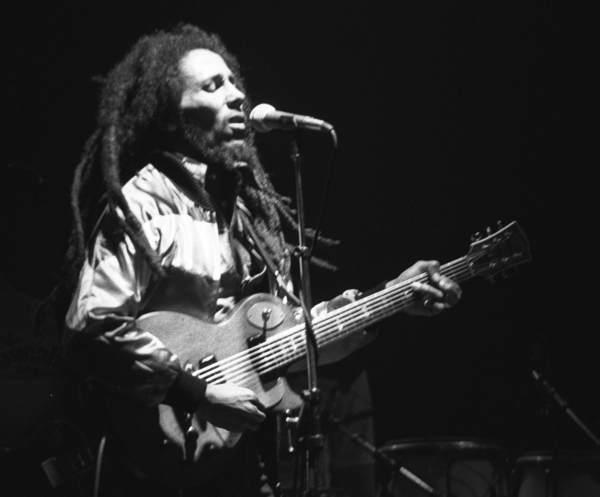
Bob Marley vid en konsert 1980. Marley betraktas som något av en ikon inom reggaen.

Reggae är en mycket bred musikgenre utvecklad på Jamaica genom calypso, ska, mento och andra stilar under det sena 1960-talet och tidiga 1970-talet. Skivbolaget Studio One har betytt mycket i utvecklingen av reggaen. Reggae är starkt förknippat med sina texter kring rastafari-kulturen, och den mest kända inom reggaen är Bob Marley som under 1970-talet spred musikstilen över världen. Den musikstil som var typisk just för Marley var roots reggae som många artister idag fortfarande spelar.
I dagsläget är dancehall den dominerande reggaestilen på Jamaica. Roots reggae och dub är också populärt, framför allt i Europa. Sean Paul är ett stort namn inom dancehallen. Dessa stilar är influerade av hiphopen och drum and bass.

#### Synthmusik

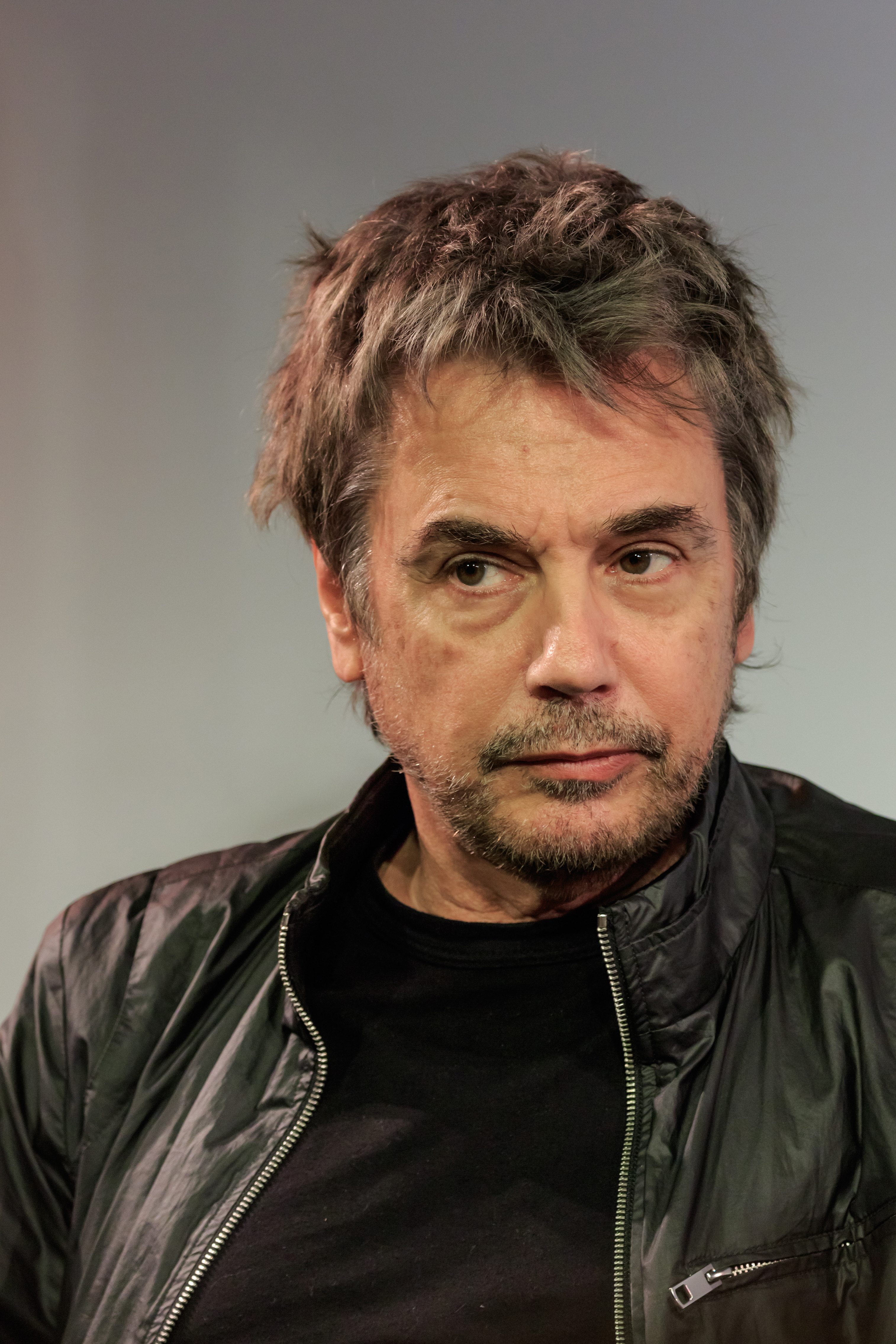
Jean Michel Jarre 2016.

Synthmusikens rötter finns framför allt i 1960-talets experimentella tendenser inom populärmusiken, experiment som inte sällan var direkt inspirerade av den avantgardistiska elektronmusiken (Karlheinz Stockhausen var en viktig inspirationskälla för många popgrupper och finns till exempel avbildad på omslaget till The Beatles LP Sgt. Pepper's Lonely Hearts Club Band). Pink Floyds utveckling under åren 1968-1969 (A Saucerful of Secrets och Ummagumma) med sina långa, meditativa klangmattor, utgjorde en stark impuls för tyska grupper som bildades vid denna tid, till exempel Tangerine Dream och Kraftwerk. Båda dessa grupper var dessutom inspirerade av den tyska avantgardistiska elektronmusiken och även, som i Kraftwerks fall, av äldre modernistiska strömningar som futurism och Bauhaus-estetik, impulser som de omsatte i en populärmusikalisk kontext. Verk som Autobahn och Trans-Europe Express kan uppfattas som futurism i en ny, dansvänlig form. Denna specifika tyska stil (Tangerine Dream, Kraftwerk, Can, Faust med flera) kallas vanligen 

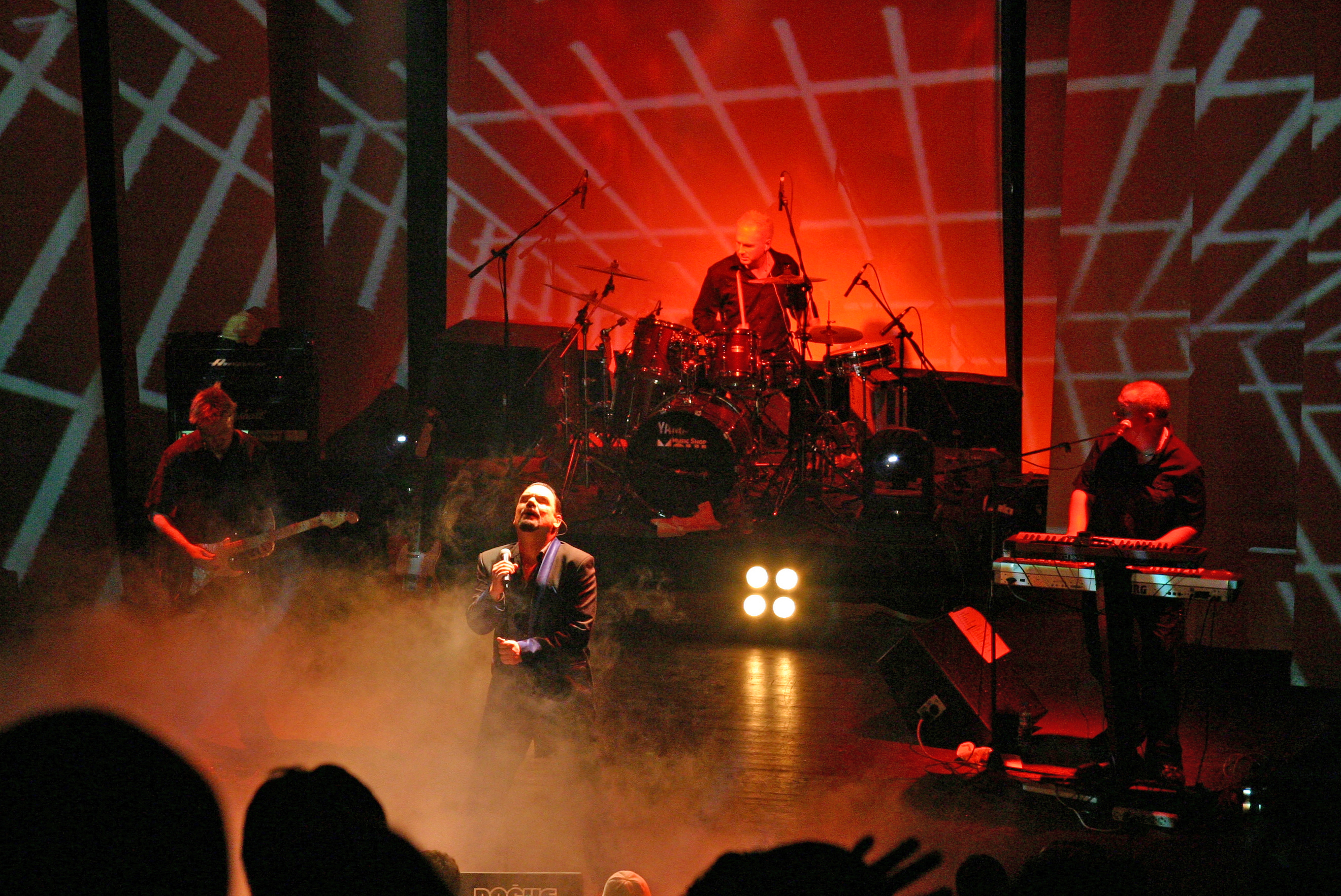
Alphaville 2005

Krautrock, men kan också uppfattas som en del i det större fältet synthmusik. Under 1970-talet uppstod också samtidigt en meditativ och lättillgänglig form av synthmusik som ibland kallas new age music, till exempel Jean-Michel Jarre, Vangelis, Gandalf, Ralph Lundsten, Kitaro, med flera). 
Ur detta inte helt enhetliga fält av populär elektronisk musik i slutet av 1970-talet delades syntmusiken snart (i början av 1980-talet) upp i flera grenar; syntpop med grupper som Alphaville och Depeche Mode eller svenska Page, "råsynt" eller EBM (Electronic body music) och Industri med grupper som Front 242, Front Line Assembly eller Skinny Puppy. Begreppet syntmusik har sannolikt använts mest under 1980-talet om den tidens elektroniskt baserade popmusik som ABC med flera: Under senare decennier har syntar och trummaskiner blivit så pass vanliga att begreppet "syntmusik" blivit svårare att definiera. Andra exempel på "syntpopgrupper" är engelska The Human League och svenska Covenant.

### 1990-talet

#### Grunge

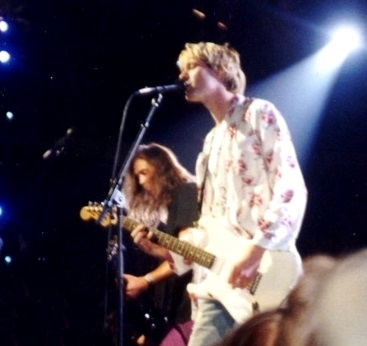
Kurt Cobain och Krist Novoselic i Nirvana vid MTV Video Music Awards 1992.

Grunge förknippas oftast med band och grupper som Nirvana, Alice in Chains, Soundgarden och Pearl Jam. De grupper som gjorde att grungen fick sitt stora kommersiella genombrott var Nirvana och Pearl Jam, men andra föregångare var Green River, Mother Love Bone, Malfunkshun, Skin Yard, Soundgarden och The Melvins.
Musikstilen uppstod i nordvästra Seattle, Washington. Grungen kallas även för Seattle-soundet. Stilen uppstod ur den lokala punk-scenen USA, alltså Washington, Oregon, Montana och Idaho. Andra var influenser var bland annat hårdrock och heavy metal (särskilt Black Sabbath och Black Flag), Dead Kennedys och Bad Brains. Även Neil Young var en viktig inspiration, särskilt då hans inspelningar med Crazy Horse.
Musikstilen dog mer eller mindre ut i mitten av 1990-talet men det dök upp nya band med ett radiovänligare sound, till exempel brittiska Bush och amerikas Creed. Dessa grupper brukar kallas för postgrunge-grupper.
Musikstilen blev även ett mode.
Klichébilden av grungaren var någon som gick omkring i otvättat långt hår, Converse (Chuck Taylor All Star)-skor, flanellskjortor och trasiga jeans[källa behövs].

### 2000-talets första decennium
En populär grupp under 2000-talets första decennium var Nickelback från Kanada.

## Olika typer av rock (med genrer)

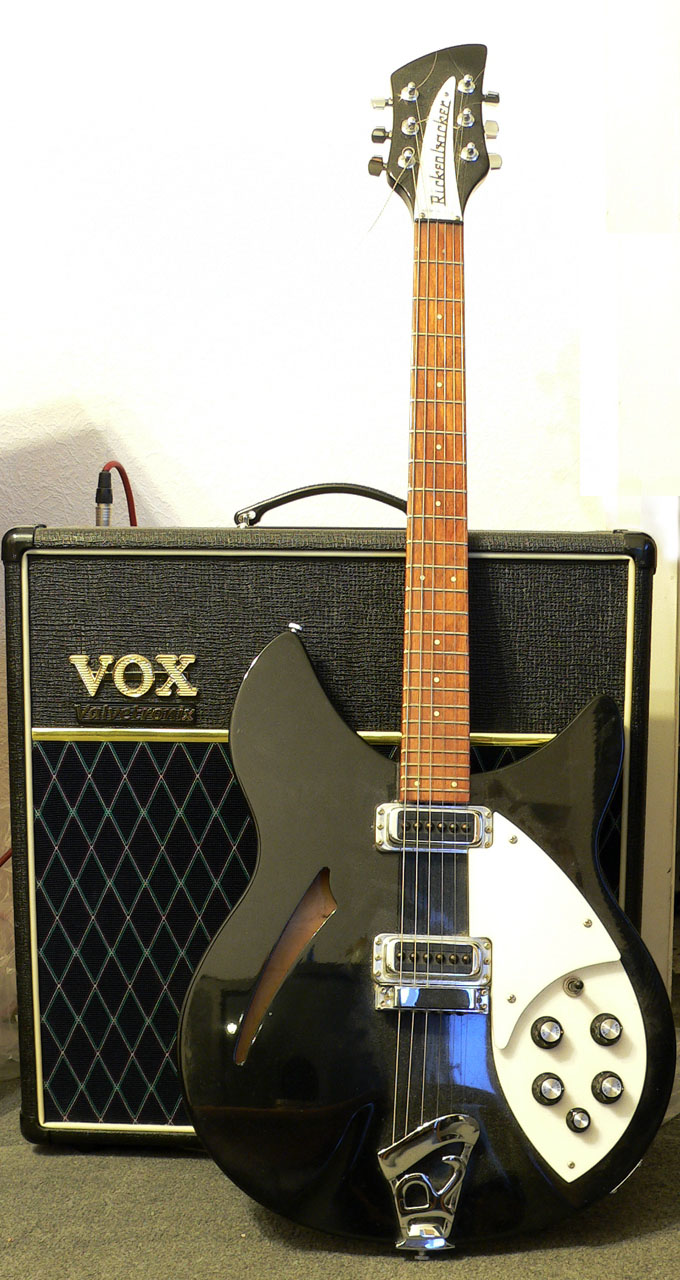
Elgitarr och förstärkare, två mycket viktiga komponenter i rockmusikens utveckling. (Gitarren är tillverkad av Rickenbacker, förstärkaren är av fabrikatet VOX).

Genrer inom de olika typerna anges inom parentes.
- AOR
- Bluesrock
- Boogierock
- British invasion
- Collegerock
- Folkrock
- Funkrock
- Garagerock
- Glamrock
- Goth (Depprock - Svartrock)
- Grunge (Postgrunge)
- Hårdrock/Heavy metal (bland annat Black metal - Death metal - Doom metal - Hair metal - Heavy metal - Power metal - Progressiv metal - New Wave of British Heavy Metal - Thrash metal)
- Indierock / Alternativ rock
- Industrirock (Industrimetal)
- Klassisk rock
- Postrock
- Progressiv rock (Progressiv metal - Space rock - Symfonirock - Math rock)
- Psykedelisk musik (Acid rock)
- Pubrock
- Punk (Hardcore - Kängpunk - Oi! - Poppunk - Postpunk - Psychobilly - Skatepunk)
- Rock'n'roll
- Rockopera (Wagnerian rock)
- Rockabilly (Psychobilly)
- Softrock
- Sydstatsrock
- Stonerrock
- Surf
- Vikingarock
- Ukrainsk rock